# Harmatfű
A harmatfű (Drosera) a harmatfűfélék (Droseraceae) családjának névadó nemzetsége. A nemzetség minden faja húsevő növény.

## Jellemzők
A nemzetségnek közel 100 faja ismert. A harmatfüvek általában kis termetű, tőlevélrózsás növények, melyek nedves, mocsaras, tápanyagban szegény élőhelyeken fordulnak elő. A „harmatfű” név a leveleken található fonalszerű mirigyszőrök (tentákulum) által kiválasztott ragadós nedvre utal. A tentákulumok hozzátapadnak, majd ráhajolnak az óvatlan rovarra, majd az egész levéllemez a rovarra borul és azt megemészti.

## Fajok

### Magyarországonőshonos fajok
- Kereklevelű harmatfű (D. rotundifolia)
- Hosszúlevelű harmatfű (D. anglica)

A D. anglica az 1950-es években még előfordult a lesenceistvándi Láz-hegyen, illetve a Hanságban, a Vindornyai- és a Tapolcai-medencében A Bátorligeti ősláp területén, Erdélyben és a Felvidéken még előfordul. Ez a faj és a közepes harmatfű is kapható virágüzletekben.

### Egyéb fajok
- Közepes harmatfű (D. intermedia) - Ez a faj a Székelyföldön még megtalálható.
- Madagaszkári harmatfű (D. madagascariensis) - Eredete Dél-Afrika és kelet-Madagaszkár vidéke.[3]
- Lándzsa-levelű harmatfű (D. adelae) - Ausztrália[3]
- Fokföldi harmatfű (D. capensis) - Dél-Afrika[3]
- Villás harmatfű (D. binata) - Ausztráliából, Új-Zélandról származik.[3]
- Diels harmatfüve (D. dielsiana) - Dél-Afrika[3]